# Rafinerija nafte
Rafinerije nafte su velika procesna industrijska postrojenja u kojima se iz sirove nafte različitim procesima izdvajaju naftni derivati (kao što su npr. tečni gas, dizelsko gorivo, benzin, mlazno gorivo, motorna ulja...) potrebni krajnjim korisnicima. Petrohemijske sirovine kao što su etilen i propilen takođe se mogu proizvesti direktno krekovanjem sirove nafte bez potrebe za korišćenjem rafinisanih proizvoda sirove nafte.
Nafta pravo značenje dobiva u 19. veku. kad je 1859. godine Amerikanac E. L. Drejk u Pensilvaniji izbušio prvu bušotinu, što se uzima kao početak industrijske proizvodnje. Prva velika rafinerija otvorena je u Rumuniji, tačnije u Ploeštiju 1856. U to se doba koristila isključivo za dobivanje petroleja i masti za podmazivanje (kolomast). Najveći svetski kompleks rafinerija je „Centro de Refinación de Paraguaná“ u Venezueli čiji kapacitet iznosi 956.000 barela na dan. Tek naglim razvitkom automobilske industrije i sve većom potražnjom za naftom, počinju se razvijati tehnologije dobivanja goriva iz nafte, odnosno tehnologije rafiniranja.

## Istorija
Kinezi su bili među prvim civilizacijama koje su rafinisale naftu. Tokom prvog veka, Kinezi su bili među prvim narodima koji su prečišćavali naftu radi upotrebe kao izvor energije. Između 512. i 518. godine, u kasnoj dinastiji Severni Vej, kineski geograf, pisac i političar Li Daojuen predstavio je proces rafinacije ulja u različitim mazivima u svom poznatom delu Komentar o klasiku vode.
Arapski hemičari su često destilisali sirovu naftu, i jasni opisi su dati u arapskim priručnicima kao što su oni koje je napisao Abu Bekr Muhamed ibn Zakarija al-Razi (854–925). Ulice Bagdada bile su popločane katranom, izvedenim iz nafte, koja je bila dostupna iz prirodnih polja u tom regionu. U devetom veku, naftna polja su eksploatisana u području oko modernog Bakua, Azerbejdžan. Ova polja su opisali arapski geograf Al-Masudi u 10. veku, i Marko Polo u 13. veku, koji je opisao izlaz tih izvora kao stotine brodskih tovara. Arapski i persijski hemičari su takođe destilisali sirovu naftu da bi proizveli zapaljive proizvode za vojne svrhe. Preko islamske Španije, destilacija je postala dostupna u Zapadnoj Evropi do 12. veka.

## Sastav nafte
Nafta je po svom sastavu veoma složena smeša različitih ugljovodonika, pa se njen sastav najbolje prikazuje približnim masenim udelima elemenata od kojih je sačinjena: ugljenik (83-87%), vodonik (11-15%), sumpor (0-5.5%), azot (0-2%), kiseonik (0-2%).

## Priprema nafte za preradu
Nafta je nastala iz ostataka biljaka i životinja koje su postojale pre nekoliko stotina miliona godina u vodi. Sam taj proces se odvijao u nekoliko faza: taloženje ostataka na dnu okeana koje je tokom vremena prekrio pesak i mulj, nastanak gasa i sirove nafte usljed delovanja ogromnih pritisaka i visokih temperatura.
Sam proces prerade nafte počinje istraživanjem i to geološkim i geofizičkim, područja potencijalno bogato naftom od strane naučnika i inženjera, ukoliko se utvrdi postojanje nafte, (gasa) koja se nalazi zbijena u sitnim porama između stena pod vrlo velikim pritiskom, buši se eksploatacijska bušotina kroz debele slojeve peska, mulja i stena iz koje se vrši crpljenje iste te transport do rafinerije za preradu. Transport se može izvršiti na različite načine: tankerima, cisternama, željezničkim putem, odnosno cestovnim te naftovodima što je ujedno i najjeftinija opcija. Velik problem prilikom bušenja i transporta je mogućnost isticanja nafte u okolinu. Nove tehnologije su doprinijele povećanju preciznosti kod pronalaženja, a to je rezultovalo manjim brojem bušotina.
Nafta transportovana do rafinerija sadrži vodu, soli, sumporna jedinjenja, kiseline i druge nečistoće. Kako ovi elementi izazivaju koroziju i ostale negativne efekte na postrojenje, nastoje se ukloniti. Voda se uklanja na način da se s dna spremnika u kojem se nalazi nafta, ispušta voda, jer se nafta, pošto je lakša od vode, sakuplja na površini. Drugi način je dodavanje emulgatora. Soli se uklanjaju dodavanjem visoko zagrejane vode u tok nafte. Zagrejana voda otapa soli koji se talože na dnu.

## Procesi koji se odvijaju u rafineriji

### Destilacija
Destilacija je prvi korak u postupku prerade nafte. Svrha procesa je izlučivanje (separacija) ugljovodonika iz sirove nafte u frakcije nafte koje se baziraju na njihovoj tački ključanja. Separacija se odvija u velikim tornjevima pod dejstvom atmosferskog pritiska. Ti tornjevi sadrže veliki broj plitkih posuda (podova), gde se ugljovodonični gasovi i tečnosti mešaju i posle toga se tečnost ispušta iz tornja. Lakše materije poput butana i nafte se uklanjaju u gornjem delu tornja, a teže materije se ispuštaju iz donjeg dela tornja.

### Alkilacija
Alkilacija je sekundarni proces prerade nafte kojim se dobiva najkvalitetniji benzin. Proces se zasniva na katalitičkoj reakciji izobutana s lakim olefinima (propanom, butanom). Alkilat je najkvalitetnija komponenta koja se koristi za proizvodnju benzina.

### Hidrodesulfurcija
Hidrodesulfurizacija je najzastupljeniji proces u preradi nafte. Njime se povećava hemijska stabilnost kreking benzina. Vodonik za ovaj proces se dobija sa postrojenja katalitičkog reforminga. Faktori koji utiču na kvalitet procesa su: temperatura, pritisak, udeo vodonika i prostorna brzina.

### Izomerizacija
Izomerizacija je proces koji se koristi ukoliko je potrebno povećati oktanski broj benzina. Osim za spomenutu namenu koristi se i za pripremu sirovine za proces alkilacije. Postupak se zasniva na promeni strukture molekula ugljovodonika, a da pri tome molekularna masa ostaje konstantna.

### Katalitički reforming
Ukoliko se želi povećati oktanski broj grupi benzina dobijenih procesom atmosferske destilacije, koristi se katalitički reforming. Pre njegove primene potrebno je ukloniti postupkom hidrodesulfurizacije sumporna jedinjenja i metale, jer su štetni. Pritisak, tempertaura i udeo vodonika su uticajni parametri.

### Proces blendinga
Koristi se u postupcima rafinacije: petroleja, benzina i dizelskog goriva. Različite frakcije nafte se kombinuju u svrhu dobijanja završnih proizvoda. Ovaj proces se još naziva slađenje, jer se korozivni merkaptanski sumpor prevodi u nekorozivne disulfide. Proces zahteva poznanje svih komponenti postupka, i primenu računarskih modela i simulacija.

## Naftni derivati

### Tečni gas
Tečni gas je najlakši derivat nafte, sastoji se od smeše propana i butana. Kao takav mora se rafinisati da bi se uklonila korozivna sumporna jedinjenja. Tako prerađeni gas može ići na tržište. 

### Benzin
Benzin se koristi kao pogonsko gorivo u većini motornih vozila. Proizvodi se u dve gradacije: normal benzin koji ima od 86-88 oktana i super sa 95-100 oktana. Oktanski broj je mera za antidetonatorsko svojstvo benzina. Za povećanje oktanskog broja dodaju se olovna jedinjenja, TEO, TMO, odnosno tetraetil olovo i tetrametil olovo.

### Dizelsko gorivo
Za proizvodnju dizelskog goriva koristi se petrolej i delovi lakog plinskog ulja, ti elementi se destilišu na 170º do 360º C. Osim temperaturne filtrabilnosti važan je i maseni udeo ukupnog sumpora koji ne sme biti veći od 1,0% zbog korozivnog delovanja. Cetanski broj i dizel indeks su mere za sposobnost paljenja dizelskog goriva.

### Mlazno gorivo
Mlazno gorivo je smeša teškog benzina i petroleja, odnosno jedinjenja nafte koja se destilišu na 145º do 225º C. Kako tu vrstu goriva koriste mlazni avioni koji lete na velikim visinama gde vladaju izrazito niske temperature, potrebno je osigurati da su temperature zamrzavanja ispod -55º C.

### Motorna ulja
Ulja se koriste u različite svrhe, osnovna im je funkcija podmazivanje motora, štednja goriva, hlađenje i dihtovanje motora, kao i sprečavanje korozije. Indeks viskoznosti im je vrlo visok zbog specifičnih uslova rada, ujedno indeks viskoznosti je i mera po kojoj se ulja klasifikuju.

### Bitumen
Bitumen je derivat nafte koji se dobija oksidacijom vakuum ostataka nafte. Važna svojstva su elastičnost, penetracija, temperatura mekšanja, rastezljivost. Svojstva bitumena zavise od stupnja disperzije asfaltina u maltenima. Svoju upotrebu je pronašao u putarstvu i industriji.

### Parafin
Parafin se dobija iz uljnih destilata, što je sadržaj ulja manji to je parafin kvalitetniji. Primenjuje se u prehrambenoj industriji, proizvodnji šibica, svijeća, itd.

### Loživo ulje
Za proizvodnju loživog ulja iskorištavaju se nusprodukti pri preradi nafte. Ono mora da zadovolji kriterijume viskoznosti i količine sumpora. Koristi se kao gorivo u energetici.

## Spoljašnje veze
- Interactive map of UK refineries
- Searchable United States Refinery Map
- Complete, detailed refinery description
- Ecomuseum Bergslagen - history of Oljeön, Sweden
- Fueling Profits: Report on Industry Consolidation (publication of the Consumer Federation of America)
- Price Spikes, Excess Profits and Excuses (publication of the Consumer Federation of America)
- Basics of Oil Refining Overview of crude oil refining process
- Refining NZ Learning Centre Oil Refinery Process Animations,Videos & 360 Degree Views